# میهای گرویا ساندو
میهای گرویا ساندو (رومانیایی: Mihai Gruia Sandu؛ زادهٔ ۱۲ اکتبر ۱۹۵۶) بازیگر و تهیه‌کننده فیلم اهل رومانی است. وی از سال ۱۹۹۱ میلادی تاکنون مشغول فعالیت بوده‌است.
از فیلم‌ها یا برنامه‌های تلویزیونی که وی در آن نقش داشته‌است، می‌توان به کد مجهول، نوسترآداموس، آمین.، باقی سکوت است، خیلی دیر، خانواده مورومته و مودیلیانی اشاره کرد.